# Giuseppe Anfossi
Giuseppe Anfossi (Marebbe, 7 marzo 1935) è un vescovo cattolico italiano, dal 9 novembre 2011 vescovo emerito di Aosta.

## Biografia
Nasce a Marebbe, in provincia di Bolzano e diocesi di Bressanone, il 7 marzo 1935 da genitori piemontesi.

### Formazione e ministero sacerdotale
Il 28 giugno 1959 è ordinato presbitero, nella cattedrale di Torino, dal cardinale Maurilio Fossati.
Studia presso l'Università Pontificia Salesiana di Roma dove consegue nel 1972 la laurea in filosofia e pedagogia; nel 1974 ottiene anche la laurea in sociologia presso l'Università degli Studi di Urbino.
Dal 1975, per nove anni, è rettore del seminario vocazioni adulte del Piemonte e dal 1992 al 1995 direttore dell'Ufficio nazionale della pastorale della famiglia in seno alla CEI.

### Ministero episcopale
Il 30 dicembre 1994 papa Giovanni Paolo II lo nomina vescovo di Aosta; succede ad Ovidio Lari, dimessosi per raggiunti limiti di età. Il 22 gennaio 1995 riceve l'ordinazione episcopale, nella cattedrale di Torino, dal cardinale Giovanni Saldarini, co-consacranti i vescovi Ovidio Lari e Severino Poletto (poi arcivescovo e cardinale). Il 19 febbraio successivo prende possesso canonico della diocesi.
È presidente della Commissione episcopale per la famiglia e la vita della CEI dal 1995 al 2000 e dal 2005 al 2010.
Il 9 novembre 2011 papa Benedetto XVI accoglie la sua rinuncia, presentata per raggiunti limiti di età, al governo pastorale della diocesi di Aosta; gli succede Franco Lovignana, fino ad allora suo vicario generale. Rimane amministratore apostolico della diocesi fino all'ingresso del successore, avvenuto il 18 dicembre seguente.

## Genealogia episcopale
La genealogia episcopale è:
- Cardinale Scipione Rebiba
- Cardinale Giulio Antonio Santori
- Cardinale Girolamo Bernerio, O.P.
- Arcivescovo Galeazzo Sanvitale
- Cardinale Ludovico Ludovisi
- Cardinale Luigi Caetani
- Cardinale Ulderico Carpegna
- Cardinale Paluzzo Paluzzi Altieri degli Albertoni
- Papa Benedetto XIII
- Papa Benedetto XIV
- Papa Clemente XIII
- Cardinale Enrico Benedetto Stuart
- Papa Leone XII
- Cardinale Chiarissimo Falconieri Mellini
- Cardinale Camillo Di Pietro
- Cardinale Mieczysław Halka Ledóchowski
- Cardinale Jan Maurycy Paweł Puzyna de Kosielsko
- Arcivescovo Józef Bilczewski
- Arcivescovo Bolesław Twardowski
- Arcivescovo Eugeniusz Baziak
- Papa Giovanni Paolo II
- Cardinale Carlo Maria Martini, S.I.
- Cardinale Giovanni Saldarini
- Vescovo Giuseppe Anfossi

## Pubblicazioni
- Giuseppe Anfossi e Giovanni Villata, Oratorio: come fare?, Elledici, 1988, ISBN 9788801144253.
- Giuseppe Anfossi e Giovanni Villata, Vivere il matrimonio. Educazione alla festa dell'amore, Edizioni Paoline, 1988, ISBN 9788831505604.
- Giuseppe Anfossi e Giovanni Villata, Vivere l'eucaristia. Festa della comunità cristiana, Edizioni Paoline, 1988, ISBN 9788831505635.
- Giuseppe Anfossi e Giovanni Villata, Vivere il battesimo. Per riscoprire la propria vocazione cristiana, Edizioni Paoline, 1989, ISBN 9788831512862.
- Giuseppe Anfossi e Giovanni Villata, Io sono il Signore tuo Dio. Note sui dieci comandamenti, Edizioni Paoline, 1990, ISBN 9788831502467.
- Giuseppe Anfossi, Verginità e matrimonio: due parabole dell'unico amore, Àncora Editrice, 1998, ISBN 9788876106590.
- Giuseppe Anfossi, Le Vocazioni Adulte - ricordi di un seminario innovativo, un'esperienza ancora attuale da trasmettere, Lishianthus editore, 2022, ISBN 9791280789068.
- Giuseppe Anfossi, La Supervisione Pastorale - Sussidio pastorale per la formazione dei nuovi sacerdoti, Lishianthus editore, 2023, ISBN 9791280789402.